# Luiz Nazário
Luiz Nazario (São Paulo, 1957) é um historiador e professor brasileiro, especialista em cinema, autor de diversas obras de referência neste tema.

## Biografia
De origem italiana, Luiz Nazario é doutor em História Social pela  Universidade de São Paulo, escritor e jornalista.  
Graduou-se em História pela Universidade de São Paulo (1975-1979).   
Em 1989 conclui seu Mestrado em História Social na USP, sob a orientação de Anita Novinsky, sobre o tema Autos-da-fé como espetáculos de massa.   
Em 1994, após três anos de pesquisas nos principais arquivos de filmes da Alemanha com uma bolsa DAAD-CAPES, conclui sua tese de Doutorado, sob a orientação brasileira de Anita Novinsky e supervisão alemã de Michael Prinz, sobre o tema Imaginários de destruição: o papel da imagem na preparação do Holocausto.  
Entre 1994 e 1996, desenvolveu seu pós-doutorado sobre judeus alemães brasileiros sobreviventes do Holocausto no Centro de Estudos Judaicos, dirigido por Rifka Berezin, no Departamento de Letras Orientais da Faculdade de Letras da Universidade de São Paulo, quando também coordenou o Grupo de Pesquisa da Discriminação (GPD), editando o boletim O Estado da Sociedade.  
Em 1982 publicou a primeira biografia de Pier Paolo Pasolini no Brasil: Pasolini: Orfeu na sociedade industrial, pela editora Brasiliense.  
Entre 1982 e 1996 colaborou, como crítico de cinema em diversos veículos de comunicação, nomeadamente nos cadernos Ilustrada e Folhetim, do jornal Folha de S. Paulo e no Suplemento Cultural do jornal O Estado de S. Paulo; nas revistas Set e IstoÉ. Entre 2019 e 2020 colaborou com o caderno Aliás do jornal O Estado de S. Paulo.  
Escreveu diversos artigos na área de Cinema e História para os periódicos Filme Cultura, Cultura VOZES, Revista de Estudos Judaicos, Revista Pós do Programa de Pós-graduação em Artes da UFMG e Arquivo Maaravi: Revista Digital de Estudos Judaicos da UFMG
Foi o curador da mostra Cinema Mudo na Alemanha e na América Latina, do Instituto Goethe, no III Eurocine, apresentada em diversas cidades da América Latina e da Alemanha, entre 1995 e 1996.  
Colaborou entre 1995 e 2018 como relator para o Brasil no anuário Anti-Semitism Worldwide, da Tel Aviv University . 
Foi pesquisador bolsista do CNPq, desenvolvendo os projetos: Animação  Expressionista (2002-2006) e Cinema e Holocausto (2006-2018).
Desde 1996 é professor de Cinema na Escola de Belas Artes da Universidade Federal de Minas Gerais. 